# طاكسي بيض
طاكسي بيض فيلم مغربي من إخراج منصف مالزي سنة 2017، وبطولة كل من سحر الصديقي، محسن مالزي، أنس الباز، حسن فولان، سعيدة باعدي، محمد الخياري، وآخرون.

## القصة
يحكي الفيلم قصة عدد من الأشخاص الذين يستقلون سيارة أجرة بيضاء لنقلهم نحو الدار البيضاء، ثم يتعرضون لحادثة سير، ما يغير مجرى الأحداث التي ستتوالى إلى أن يتمّ اختطاف «الطاكسي الأبيض» برُكّابه من طرف تاجر مخدرات.

## روابط خارجية
- صفحة الفيلم على موقع cineatlas